# 南森尼爾·布佐利克
南森尼爾·布佐利克（Nathaniel Buzolic，1983年8月4日—）是一位克羅埃西亞裔澳大利亞演員。他曾經擔任九號電視網深夜競猜節目The Mint的主持人。布佐利克在CW電視劇《吸血鬼日記》和《創始吸血鬼》中飾演 Kol Mikaelson 一角。也曾客串《美少女的謊言》第四季第22集。

## 外部連結
- 南森尼爾·布佐利克在互联网电影资料库（IMDb）上的資料（英文）
- 南森尼爾·布佐利克的X（前Twitter）
- 南森尼爾·布佐利克的Facebook專頁